# Radvision

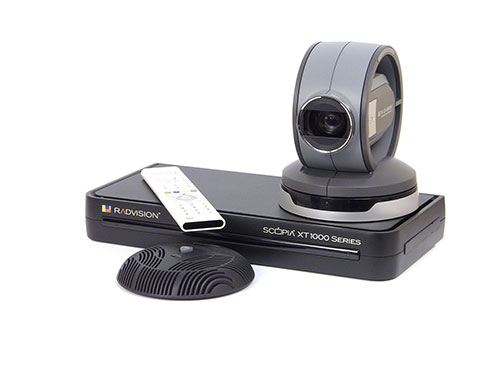
Terminal grupal de videoconferència Full HD Radvision SCOPIA XT1000.

Radvision, es una empresa israeliana fundada el 1992. Radvision és una companyia que cotitza en la borsa de valors Nasdaq (RVSN), ofereix productes i tecnologies per a videoconferència, telefonia per vídeo, i desenvolupament de serveis convergents de veu, vídeo i dades sobre xarxes IP i 3G. RADVISION solucions suporta SIP i H.323, així com RDSI i 3G sense fil.

## Història
- L'empresa fou fundada el 1992.
- En 1993, RADVISION desenvolupa una tecnologia que permet la transferència en temps real de videoIP sobre xarxes IP.
- En 1994, RADVISION introdueix portes d'enllaç de vídeo entre xarxes d'IP i RDSI.
- A partir de 1995, i en col·laboració amb Intel i Microsoft, RADVISION inicia les activitats d'estandardització dels sistemes de comunicacions VoIP.[2]
- En 1996, RADVISION introdueix la seva família de solucions de video conferència viaIP.
- En 1998, RADVISION introdueix un sistema de porter (ECS)
- En 2001, RADVISION agrega suport complet de SIP per a la seva línia de productes.
- En 2002, RADVISION acaba la implementació de sistemes de telefonia de vídeo a les principals xarxes de proveïdors de serveis.[3]
- En 2003, RADVISION implementa solucions de col·laboració de video en aplicacions de MSN Messenger[4]
- En 2006, RADVISION adopta la tecnologia IMS.

## Productes
Els productes de RADVISION es divideixen en les següents categories:
- Videoconferència d'alta definició:

Sistemes de conferència per a sales
Video comunicació per a escriptori
Video per a comunicacions unificades
Comunicacions mòbils
- Gestió de vídeo

ECS Gatekeeper
iView SCOPIA Management Suite
- Infraestructura de Vídeo

Unitats de conferència per a diversos participants (MCU)
SCOPIA PathFinder firewall Traversal
Gateways de Comunicacions de Connectivitat
Plataformes de vídeo interactiu
- Productes per a desenvolupadors

Solucions de Client BEEHD
Eines per a desenvolupadors de VoIP
Plataforma de servidor SIP
Proves i eines d'anàlisis
Qualitat de vídeo

## Certificacions
- ISO 9001 : A partir del 10 de novembre de 1999, RADVISION té la certificació ISO 9001 atorgada per BVQI. La norma ISO 9001 inclou disseny, fabricació, servei i suport dels productes RADVISION a tot el món.[5]
- ISO 14001: A partir de l'11 de maig de 2004, RADVISION té la certificació ISO 14001 atorgada per BVQI. ISO 14001 és part del sistema d'administració de qualitat sobre la norma ISO 9001.[6]